# Nicolae Bălcescu (Costanza)
Nicolae Bălcescu è un comune della Romania di 5 046 abitanti, ubicato nel distretto di Costanza, nella regione storica della Dobrugia.
Il comune è formato dall'unione di 4 villaggi: Gherghina, Mircea Vodă, Satu Nou, Țibrinu. Il centro abitato è lambito a nord dal 45º parallelo, la linea equidistante fra il Polo nord e l'Equatore.